# Svenska Skidförbundet
Svenska Skidförbundet är specialidrottsförbund för skidsport på organiserad nivå i Sverige. Förbundets kansli fanns ursprungligen i Stockholm, men flyttades den 3 maj 2001 till Falun. Det finns även ett alpint kontor i Åre.

## Historik
Riksidrottsförbundet bildades 1903 och 1904 valdes Föreningen för skidlöpningens främjande in, men eftersom denna förening bannlyste distriktsmästerskapstävlingar togs ett enhälligt beslut i Sundsvall den 11 december 1908 om att bilda ett nytt förbund, Svenska Skidlöpningsförbundet. 1911 ändras namnet till Svenska Skidförbundet.

## Alpin skidsport
Räknat efter världsmästerskapen i alpin skidsport 2009 i Val d'Isère i Frankrike hade Sverige tagit 32 världsmästerskapsmedaljer i alpin skidsport.

## Förbundsordförande
- 1908–1910 – Fritz af Sandeberg
- 1910–1915 – Gustaf Lindencrona
- 1915–1922 – Sven Hermelin
- 1922–1948 – Sixtus Janson
- 1948–1952 – Björn Kjellström
- 1952–1961 – Sigge Bergman
- 1961–1965 – Karl Arne Wegerfelt
- 1965–1974 – Nils Stenberg
- 1974–1977 – Stig Synnergren
- 1977–1982 – Arne Jägmo
- 1982–1996 – Sven Larsson
- 1996–2008 – Carl Eric Stålberg
- 2008–2018 – Mats Årjes
- 2018–2024 – Karin Mattsson
- 2024– – Anders Furbeck[2]

## Tidskrift
- Alpin skidsport (tidskrift)